# Amedeo Lavy
Pour les articles homonymes, voir Lavy.
Amedeo Lavy, né en 1777 à Turin et mort en 1864 dans cette même ville, est un sculpteur et médailleur italien.

## Biographie

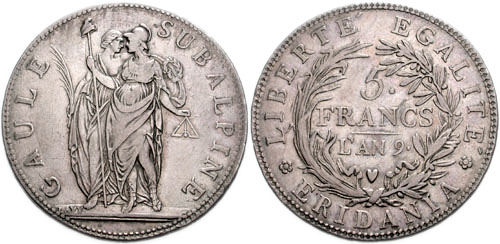
Pièce gravée par Amedeo Lavy pour la République subalpine.